# 石盖塘街道
石盖塘街道，是中华人民共和国湖南省郴州市北湖区下辖的一个乡镇级行政单位。

## 行政区划
石盖塘街道下辖以下地区：
石盖塘社区、白石岭村、小溪村、五星村、石盖塘村、光明村、大溪村、板田脚村和万寿桥村。